# Tauanas
Tauanas is een bestuurslaag in het regentschap Timor Tengah Selatan van de provincie Oost-Nusa Tenggara, Indonesië. Tauanas telt 783 inwoners (volkstelling 2010).